# Cunsdorf (Elsterberg)
Cunsdorf ist ein Ortsteil von Elsterberg im sächsischen Vogtlandkreis. Cunsdorf wurde durch einen Staatsvertrag zwischen den Freistaaten Sachsen und Thüringen zum 1. August 1994 nach Sachsen umgegliedert.

## Geographie
Das Waldhufendorf Cunsdorf liegt auf etwa 278 m inmitten des historischen Vogtlandes und dessen Naturraum. Elsterberg und Görschnitz liegt nordöstlich von Cunsdorf, während das Gebiet sonst nur von Thüringen umgeben ist. Südlich liegen (im Uhrzeigersinn) Cossengrün, Schönbach, westlich Eubenberg, nördlich Leiningen, Gablau und Hohndorf. Östlich des Dorfes liegt der Rumpelbach. Die B 92 bindet das Dorf an das überregionale Straßennetz an.

## Geschichte

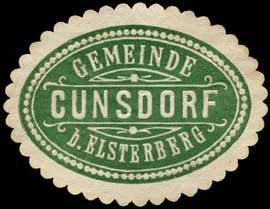
Siegelmarke von Cunsdorf

Cunsdorf wurde spätestens am 4. Juli 1394 erstmals als Cunrasdorff erstmals erwähnt. Spätere Nennungen sind Cunraczdorff (1394), Cunraczdorff (1400), Conradsdorff (1411), Kurstorff (1451), Kunstorf (1465), Kunstorf (1465), Kuhdorff (1496), Chursdorff (1557), Chunsdorff (1577), Cunsdorf (b. Elsterberg) (1791, 1875).
1577 gehörte der Ort zum Rittergut Kleingera, 1764 gab es ein Rittergut Cunsdorf. Cunsdorf war Teil des Amtes Plauen im Vogtländischen Kreis, später des Gerichtsamtes Elsterberg und der Amtshauptmannschaft Plauen. In der DDR wurde Cunsdorf 1952 vom Bezirk Chemnitz zum Landkreis Greiz im Bezirk Gera umgegliedert. Diese Umgliederung war im Volk nicht beliebt und wurde schließlich zum 1. August 1994 rückgängig gemacht. Für kurze Zeit gehörte das Dorf damit erneut zum Landkreis Plauen, bis dieser 1996 im Vogtlandkreis aufging. Mit den unterschiedlichen Kreiszugehörigkeiten gingen auch unterschiedliche Gemeindezugehörigkeiten einher: Nachdem zunächst 1928 ein Teil Schönbachs eingemeindet wurde, war Cunsdorf im Landkreis Greiz schließlich von 1961 bis 1994 Teil der Gemeinde Schönbach. Da Cunsdorf aufgrund der Historie des Ortes im Königreich Sachsen im Gegensatz zum Rest der Gemeinde Schönbach einen Anspruch auf Rückgliederung nach Sachsen hatte, wurde der Ort 1994 durch den Gemeinderat von Schönbach 1994 ausgegliedert, damit der Ort das Bundesland wechseln konnte. Seit 1995 ist der Ort von damals rund 150 Einwohnern Teil der zwei Jahre zuvor ebenfalls von Thüringen umgegliederten Stadt Elsterberg im Vogtlandkreis.
Cunsdorf war 1533 und 1930 bis 2001 zur Kirchgemeinde Schönbach gepfarrt, also auch zur Landeskirche Thüringen zugehörig.
| Jahr          | 1557                           | 1764                         | 1834 | 1871 | 1890 | 1910 | 1925 | 1939 | 1946 | 2023 |
| ------------- | ------------------------------ | ---------------------------- | ---- | ---- | ---- | ---- | ---- | ---- | ---- | ---- |
| Einwohnerzahl | 14 besessene Mann, 10 Inwohner | 15 besessene Mann, 3 Häusler | 146  | 143  | 154  | 157  | 156  | 162  | 226  | 125  |

In der Einwohnerstatistik von 1910 war Cunsdorf in der Amtshauptmannschaft Plauen auf Platz 85 von 118.

## Belege
1. 1 2  Cunsdorf - Elsterberg. Abgerufen am 20. Dezember 2023.
2. 1 2  Cunsdorf (1) – HOV | ISGV. Abgerufen am 20. Dezember 2023.
3. ↑  Freistaaten Sachsen und Thüringen: Zweiter Staatsvertrag zwischen dem Freistaat Sachsen und dem Freistaat Thüringen über die Änderung der gemeinsamen Landesgrenze. (PDF) Abgerufen am 20. Dezember 2023.